# サンケン・コンドズ
『サンケン・コンドズ』(英語: Sunken Condos)は、ドナルド・フェイゲンが2012年10月16日にリリースした4枚目のソロ・アルバム。

## 概要
新曲8曲に加えて、アイザック・ヘイズの楽曲「アウト・オブ・ザ・ゲットー」のカバーを収録。フェイゲンは2010年に本作のレコーディングを開始し、本作について、『ナイトフライ』3部作の続編ではなく、過去の作品よりも軽い感じをもった作品であると述べている。
2012年9月17日には、『ローリング・ストーン』誌が収録曲「アイム・ノット・ザ・セイム・ウィズアウト・ユー」のフルサイズの試演を発表した。この曲は2012年10月度のビルボードJapan Hot 100で28位を記録した。またアルバムは同年10月21日付の全英アルバムチャートで23位、Billboard 200では12位を記録し、1993年以降の彼のアルバムの中では最高順位を達成した。

## 収録曲
記載なきものはドナルド・フェイゲン作詞・作曲。
1. スリンキー・シング Slinky Thing - 5:12
2. アイム・ノット・ザ・セイム・ウィズアウト・ユー I'm Not the Same Without You - 4:31
3. メモラビリア Memorabilia - 4:14
4. ウェザー・イン・マイ・ヘッド Weather in My Head - 5:29
5. ザ・ニュー・ブリード The New Breed - 4:35
6. アウト・オブ・ザ・ゲットー Out of the Ghetto - 4:54
  - 作詞/作曲：アイザック・ヘイズ
7. ミス・マーリーン Miss Marlene - 4:43
8. グッド・スタッフ Good Stuff - 4:54
9. プラネット・ドロンダ Planet D'Rhonda - 5:35

## レコーディング・メンバー
- ドナルド・フェイゲン - リードヴォーカル、ピアノ、プロフェット5、ウーリッツァー（英語版）、B3オルガン、メロディカ、クラヴィネット、バックグラウンドヴォーカル
- マイケル・レオンハート（英語版） - クラヴィネット、ヴィブラフォン、パーカッション、トランペット、グロッケンシュピール、フェンダー・ローズ、ミニモーグ、メロフォン、L100オルガン、M100オルガン、アコーディオン、フリューゲルホルン、プロフェット5、ウーリッツァー、メロトロン、Juno-6、バックグラウンドヴォーカル
- アール・クック・ジュニア（実際にはマイケル・レオンハートの別名義[10]） - ドラムス
- ジョー・マーティン - アコースティックベース (#1)
- ジョン・へリントン（英語版） - アコースティックベース、ギター、12弦ギター、リズムギター
- ウォルト・ワイスコフ - アルトサクソフォーン、テナーサクソフォーン、クラリネット
- チャーリー・ピロー - テナーサクソフォーン、クラリネット、バスクラリネット、バスフルート
- ジム・ピュー（英語版） - トロンボーン
- ロジャー・ローゼンバーグ - バリトンサクソフォーン、バスクラリネット
- ハーラン・ポスト（実際にはシンセサイザーベースを演奏する際のフェイゲンの別名義[11]） - ベース (#2, #5, #7, #8)
- キャロライン・レオンハート（英語版） - バックグラウンドヴォーカル、アドリブ
- ジェイミー・レオンハート - バックグラウンドヴォーカル
- キャサリン・ラッセル - バックグラウンドヴォーカル
- シンディ・ミゼル - バックグラウンドヴォーカル
- ウィリアム・ギャリソン - ハーモニカ (#2, #5)
- リンカーン・シェイファー - ベース (#3, #4, #9)
- ゲイリー・シガー - ギター (#3)
- ラリー・キャンベル（英語版） - リズムギター (#4)
- ジェイ・レオンハート - アコースティックベース (#5)
- フレディ・ワシントン（英語版） - ベース (#6)
- アントワーヌ・シルバーマン（英語版） - ヴァイオリン (#6)
- アーロン・ハイク - バスフルート (#7)
- カート・ローゼンウィンケル - ソロギター (#9)